# Organización Nacional de Turismo de Japón
Organización Nacional de Turismo de Japón (国際観光振興機構 Kokusai Kankō Shinkō Kikō?), JNTO, JNTO proporciona información sobre Japón para promover los viajes hacia y dentro del país. Fue fundada en 1964 y tiene su sede en Yotsuya, Tokio. JNTO opera centros de información turística (TIC), así como un sitio web. Difunde información sobre transporte, alojamiento, comida y bebida y visitas turísticas, así como estadísticas turísticas publicadas e informes de mercado. También brinda apoyo para convenciones internacionales y eventos de incentivos.

## Historia
La primera institución para atraer turistas extranjeros Kihinkai se creó en 1893. La Oficina de Turismo de Japón se creó en 1911. La primera oficina de turismo japonesa se construyó en Nueva York en 1952. La primera oficina europea se estableció en París en 1960. En 1964 , la Oficina de Turismo de Japón pasó a llamarse oficialmente Organización Nacional de Turismo de Japón (JNTO) y sigue siéndolo en la actualidad. JTNO opera actualmente en 20 países en todo el mundo.

### JNTO en España
El 30 de marzo de 2017, JNTO abrió su oficina española en Madrid. Además de España, la oficina de Madrid también es responsable de Portugal, las zonas de África de habla hispana (Guinea Ecuatorial) y las zonas de África de habla portuguesa (Angola, Cabo Verde, Guinea-Bisáu, Mozambique y Santo Tomé y Príncipe). La oficina gestiona eventos culturales y turísticos principalmente en España y Portugal. La oficina también participa en eventos, festivales o ferias japonesas. La JNTO también participa activamente en la comercialización de Japón y participa regularmente en Fitur en Madrid y también atiende a las subculturas japonesas como el Anime, la música y las películas.

### JNTO en México
El 3 de noviembre de 2021, JNTO abrió su oficina mexicana en la Ciudad de México. La oficina en Ciudad de México es responsable no sólo de México, sino también de América Central y además de Brasil, de todos los países de América del Sur. El director Masumi Yamada dijo que una cooperación más estrecha entre Japón y México es un tema importante y que los Mexicanos y otros interesados en la cultura japonesa deben tener un lugar donde la gente pueda aprender sobre la cultura japonesa. El turismo también juega un papel importante, ya que estos países son populares para las vacaciones tanto entre japoneses como entre mexicanos. Debido al vuelo directo entre Tokio Narita y Ciudad de México con Aeroméxico, ambos países son visitados frecuentemente entre sí.

## Operación
JNTO es una agencia administrativa independiente del Gobierno Japonés. Sus publicaciones y su sitio web lo ayudarán a planificar su viaje a Japón y le brindarán una amplia gama de información de viaje en inglés y otros idiomas sobre transporte, alojamiento, compras y eventos. El material se actualiza periódicamente.
JNTO patrocina un programa Guía de Buena Voluntad a través del cual aproximadamente 47.000 voluntarios bilingües ayudan a los visitantes del extranjero. Tienen derecho a llevar el símbolo característico del programa, una paloma blanca sobre un globo terráqueo. Hay 77 grupos de Guías Sistematizadas de Buena Voluntad (SGG) en todo Japón, compuestos principalmente por estudiantes, amas de casa y jubilados que utilizan sus conocimientos de idiomas extranjeros en diversas actividades. Algunos grupos ofrecen un recorrido a pie gratuito y preestablecido que simplemente requiere que el visitante vaya a un lugar predeterminado en una fecha y hora específicas, mientras que otros están dispuestos a recibir a los turistas que lo soliciten. No hay ningún cargo por el servicio de los Guías de Buena Voluntad ya que son voluntarios. Sólo se cobran los gastos de viaje, entradas a instalaciones turísticas y comidas compartidas.

## Oficina Extranjeras
JNTO tiene 26 oficinas en todo el mundo. Las oficinas extranjeras brindan información actualizada sobre viajes nacionales e internacionales, realizan marketing en los medios y trabajan con periodistas, participan en ferias y exposiciones de viajes, apoyan el desarrollo de viajes en la industria de viajes local y realizan investigaciones relacionadas con el turismo.
| Oficina Extranjeras                                                                           | Área responsable |
| --------------------------------------------------------------------------------------------- | --- |
| Europa, Oriente Medio e África                                                                | |
| París                                                                                         | Francia, Andorra, Bélgica, Luxemburgo, Mónaco, Zonas francófonas de Suiza, Zonas francófonas de África                                                                                     |
| Fráncfort                                                                                     | Alemania, Austria, Bosnia y Herzegovina, Croacia, Eslovaquia, Eslovenia, Hungría, Macedonia del Nord, Montenegro, Polen, República Checa, Rumania, Serbia, Zonas de habla alemana de Suiza |
| Roma                                                                                          | Italia, Albania, Ciudad del Vaticano, Grecia, Malta, San Marino |
| Estocolmo                                                                                     | Suecia, Dinamarca, Estonia, Finlandia, Islandia, Letonia, Lituania, Noruega |
| Madrid                                                                                        | España, Portugal, Zonas hispanohablantes de África, Zonas de África de habla portuguesa |
| Londres                                                                                       | Reino Unido, Chipre, Irlanda, Israel, Kosovo, Liechtenstein, Países Bajos, Zonas de habla inglesa en África y Oriente Medio                                                                |
| Moscú (Actualmente Rusia está suspendida y otros países están siendo reemplazados en Londres) | Rusia, Armenia, Asia Central, Azerbaiyán, Bielorrusia, Georgia, Moldavia, Ucraina |
| Dubái                                                                                         | Emiratos Árabes Unidos, Oriente Medio (excluyendo Israel), África del Norte |
| Americas                                                                                      | |
| Nueva York                                                                                    | Este de Estados Unidos, Brasil, Caribe |
| Los Ángeles                                                                                   | Oeste de Estados Unidos |
| Ciudad de México                                                                              | México, América Central, América del Sur (excluyendo Brasil) |
| Toronto                                                                                       | Canadá |
| Asia y Oceanía                                                                                | |
| Sídney                                                                                        | Oceanía |
| Pekín                                                                                         | China septentrional y occidental, Mongolia |
| Hong Kong                                                                                     | Hong Kong, Macao, Taiwán |
| Cantón                                                                                        | China del Sur |
| Chengdu                                                                                       | China Central |
| Shanghái                                                                                      | China Oriental |
| Seúl                                                                                          | Corea del Norte y del Sur |
| Delhi                                                                                         | India, Bután, Nepal |
| Kuala Lumpur                                                                                  | Malasia, Brunéi |
| Singapur                                                                                      | Singapur, Bangladesh, Maldivas, Pakistán, Sri Lanka, Timor Oriental |
| Yakarta                                                                                       | Indonesia |
| Manila                                                                                        | Filipinas |
| Bangkok                                                                                       | Tailandia, Birmania, Camboya, Laos |
| Hanói                                                                                         | Vietnam |